# Elettrotreno serie E231
L'elettrotreno serie E231 (E231系) è un convoglio a composizione utilizzato su diverse linee urbane e suburbane dalla JR East in Giappone nella grande area di Tokyo a partire dall'anno 2000.

## Design
I treni sono stati prodotti dal 1998 al 2011 dalla Tokyu Car Corporation e la Kawasaki Heavy Industries, con la collaborazione dell'impianto di Niitsu nella prefettura di Niigata di proprietà della JR East.

## Varianti
Il treno è l'evoluzione della precedente serie 209 e serie E217 con la principale differenza del corpo più largo (2950 mm rispetto ai precedenti 2800). I primi treni furono i prototipi serie 209-950, in seguito rinominati E231-900 alla loro entrata in servizio sulla linea Chūō-Sōbu. La produzione su vasta scala del treno venne chiamata E231-0 e immessa inizialmente sulla linea Chūō-Sōbu con treni composti da 10 carrozze, e sulla linea Jōban in composizione 10+5. Altre varianti includono la serie E231-500 per la linea Yamanote da 11 carrozze, e la serie E231-800 con corpo carrozza da 2800 mm per l'uso sulla linea Tozai della metropolitana di Tokyo sui servizi continuativi sulla JR.
Dal 2000 in poi le prime E231-1000 sono state consegnate per l'uso sulla linea Utsunomiya e sulla linea Takasaki a nord di Ueno. Questi treni dispongono di sedili trasversali in alcune carrozze e dispongono diservizi igienici. La produzione continuò nel 2006 con la realizzazione dei treni per la linea principale Tōkaidō a sud di Tokyo. Dal 2004 sono state prodotte anche due carrozze per la prima classe a due piani, inserite nei treni E231-1000 a 10 carrozze.

### Serie E231-900

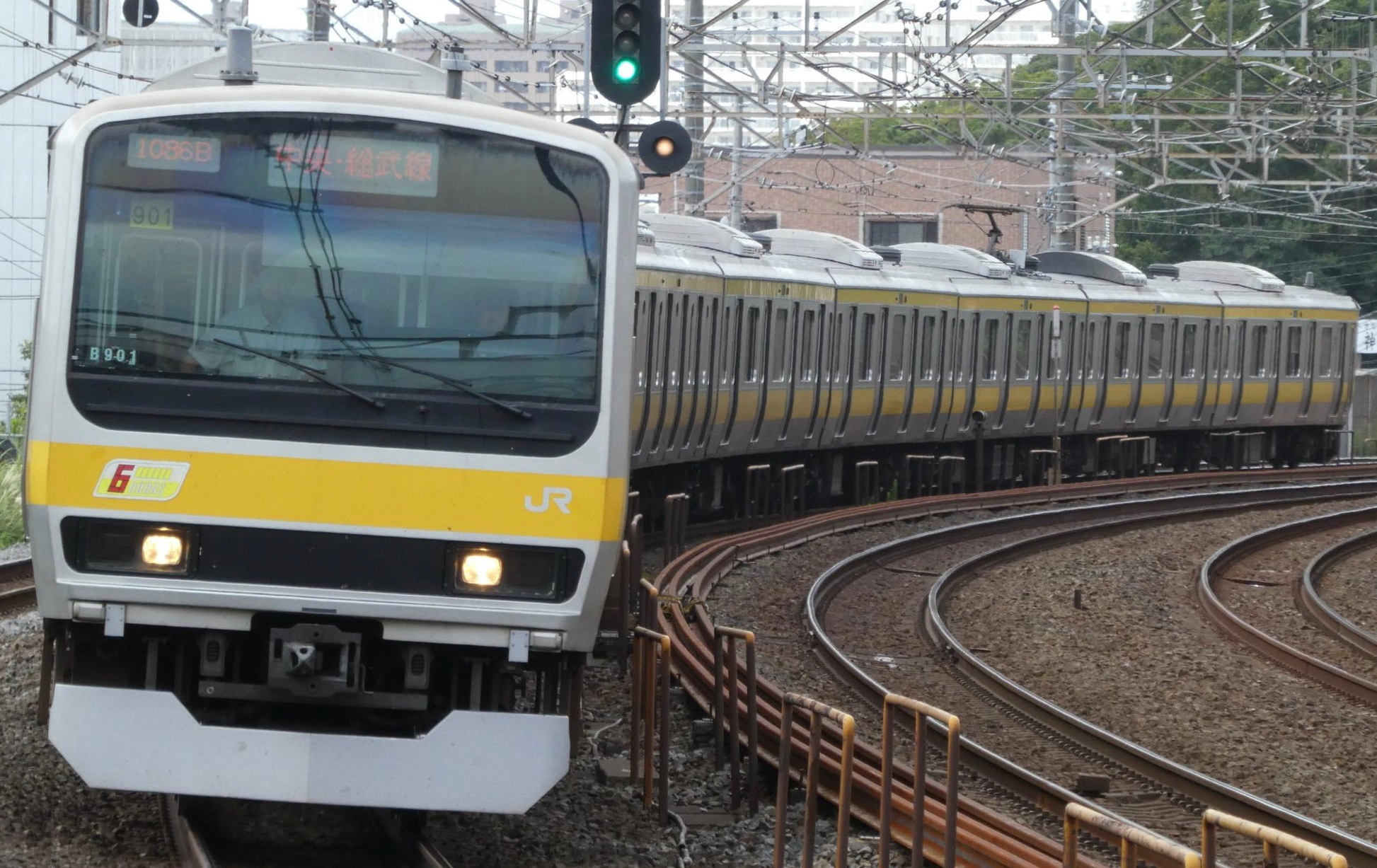
Serie E231-900 in servizio sulla linea Chūō-Sōbu, June 2019

Un treno a 10 carrozze basato al deposito di Mitaka in servizio sulla linea Chūō-Sōbu.
Questo fu il prototipo della serie E231, consegnato nell'ottobre 1998.

### Serie E231-0
Prodotti in 46 treni da 10 elementi appartenenti al deposito di Mitaka, vengono usati sulla linea Chūō-Sōbu, sostituendo i precedenti serie 100 e serie 201. I set dall'1 al 42 sono stati consegnati fra febbraio 2000 e novembre 2001, il 57 nel novembre 2002, e quelli dall'80 all'82 fra l'ottobre e il novembre 2006. I primi set sono entrati inservizio il 13 marzo 2000. Questi includono uno a sei porte SaHa E320.
Altri 17 treni da 10 elementi (da 101 a 117) e 19 da 5 elementi (dal 121 al 139) basati sul deposito di Matsudo vengono usati sulla linea Jōban fra Ueno e Toride, e sulla linea Narita fino alla stazione di Narita. La flotta è stata consegnata fra il novembre 201 e il febbraio 2005, col primo treno in servizio nel marzo 2002.

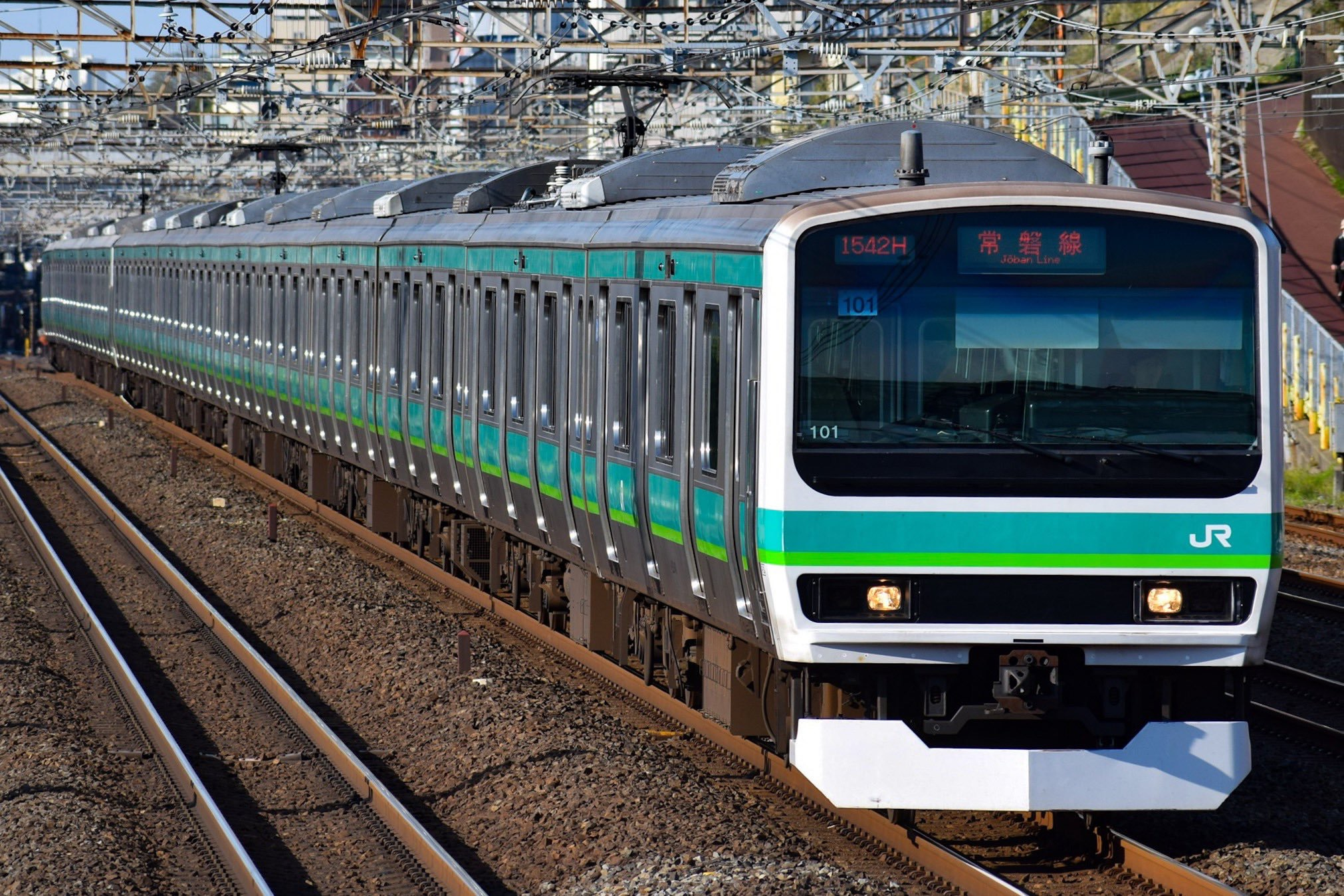
Jōban Line 10+5-car E231-0 series formation, March 2019

### Serie E231-500
Da gennaio 2002 ad aprile 2005 il treno è stato consegnato in un numero di 52 unità composte da 11 carrozze per l'uso sui servizi della linea Yamanote, sostituendo la precedente serie 205. Il primo treno è entrato in servizio il 21 aprile 2002, e fra le migliorie introdotte vi sono il controllo automatico digitale del treno D-ATC e due schermi LCD dea 15 pollici posizionati sopra ogni porta delle carrozze, uno usato per indicazioni sul percorso, e uno per la pubblicità.
Ognuno dei treni è costituito da 2 carrozze su 11 del tipo SaHa E230 a 6 porte (carrozze 7 e 10), con sedili longitudinali ritraibili che venivano bloccati chiusi durante l'ora di punta. Dal 22 febbraio 2010 tuttavia è possibile utilizzarli in qualsiasi momento.
Fra il febbraio 2010 e l'agosto 2011 le due carrozze a sei porte sono state sostituite da normali carrozze a 4 porte per standardizzare i treni, in vista dell'introduzione delle porte di banchina su tutte le stazioni della linea Yamanote entro il 2017. Per esigenze tecniche, le nuove carrozze sostitutive, che a volte devono condividere i binari con la linea Keihin-Tōhoku hanno uno spazio irregolare fra le porte, e quindi la distribuzione interna dei posti è di 3-7-7-5-4 anziché la tipica 3-7-7-7-3 arrangement. La prima serie di sostituzione è stata consegnata dalla fabbrica di Niitsu il 1º febbraio 2010. Entro il 2017 inoltre i treni della serie E231-500 subiranno delle modifiche per semiautomatizzarli con il sistema TASC, per permettere loro di fermarsi in modo preciso per adattarsi alla posizione delle porte di banchina. Questo li renderà i primi treni della JR automatici.

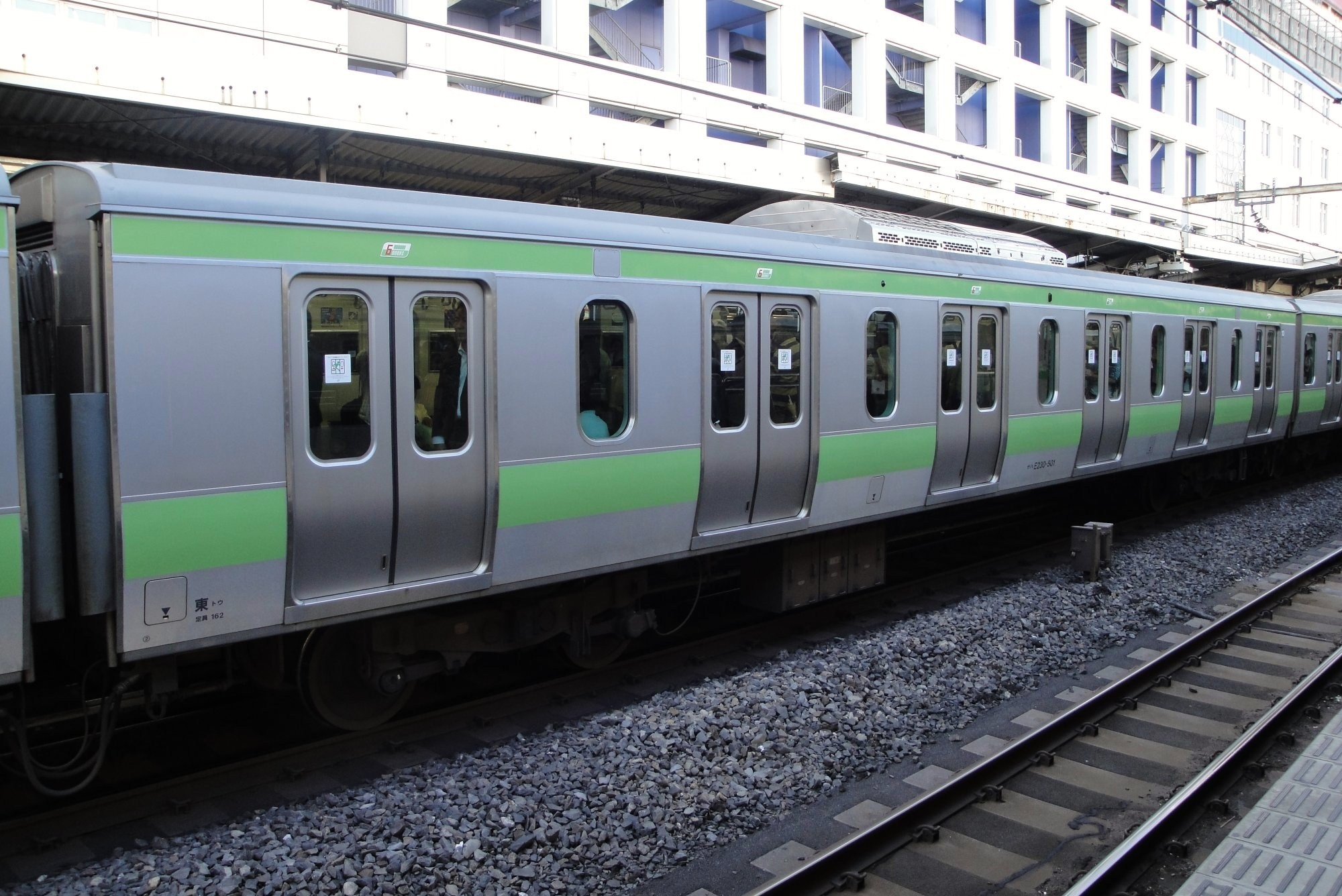
Carrozza numero 10 SaHa E230-500 a 6 porte, giugno 2010
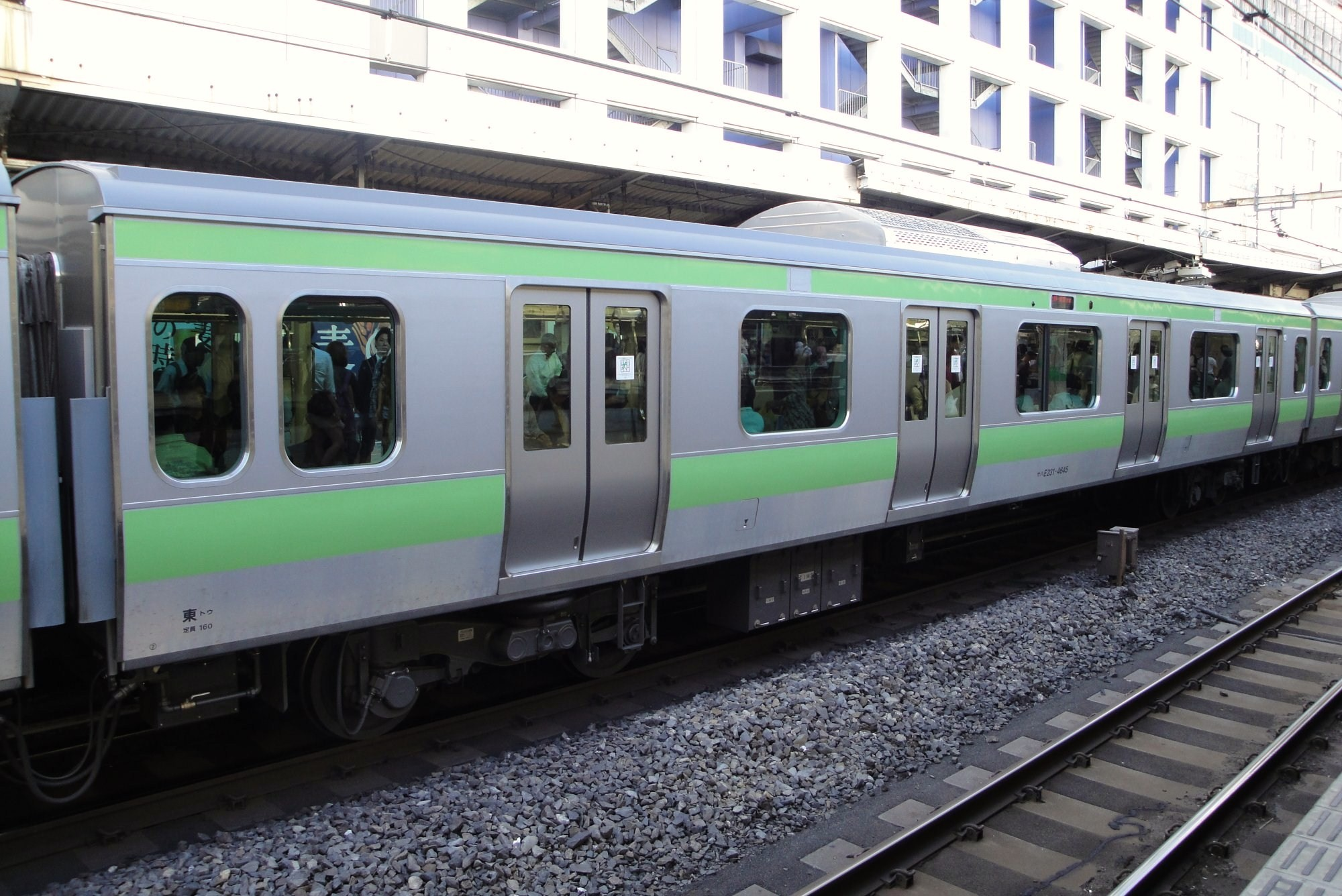
Carrozza a 4 porte SaHa E231-4600 sostitutiva, giugno 2010
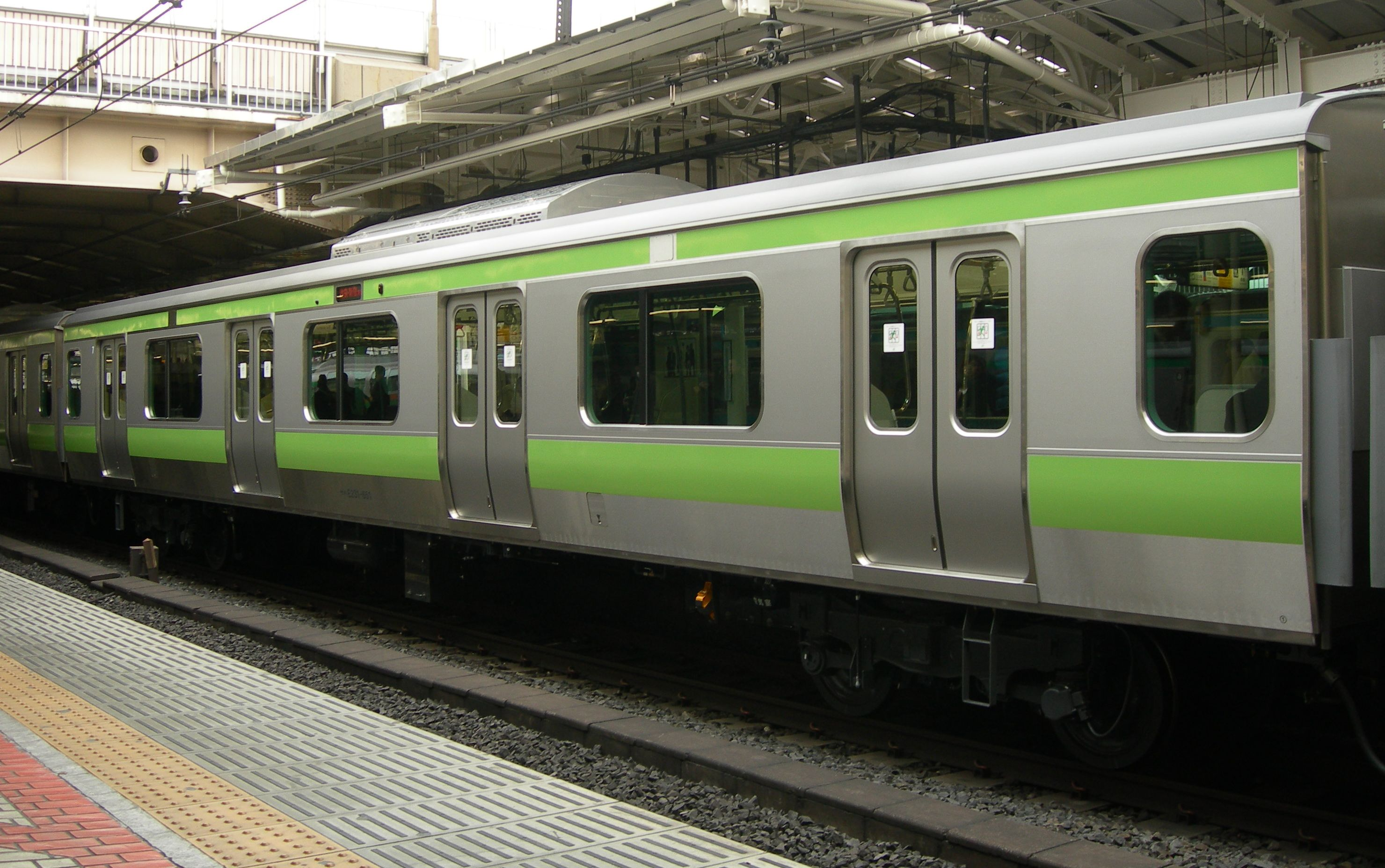
Carrozza a 4 porte SaHa E231-4600 sostitutiva, marzo 2010

#### Interni

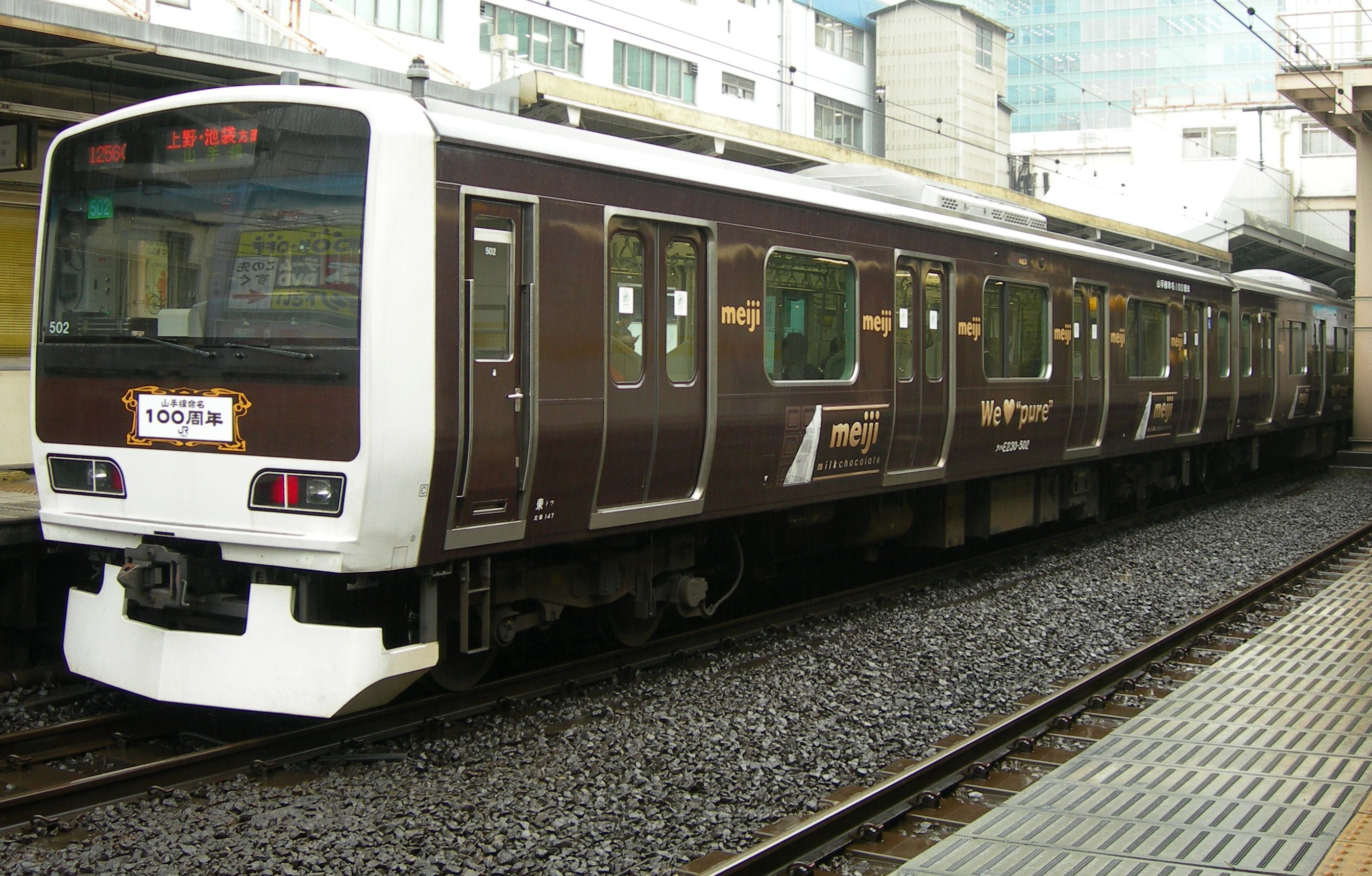
Set 502 in livrea Meiji, ottobre 2009

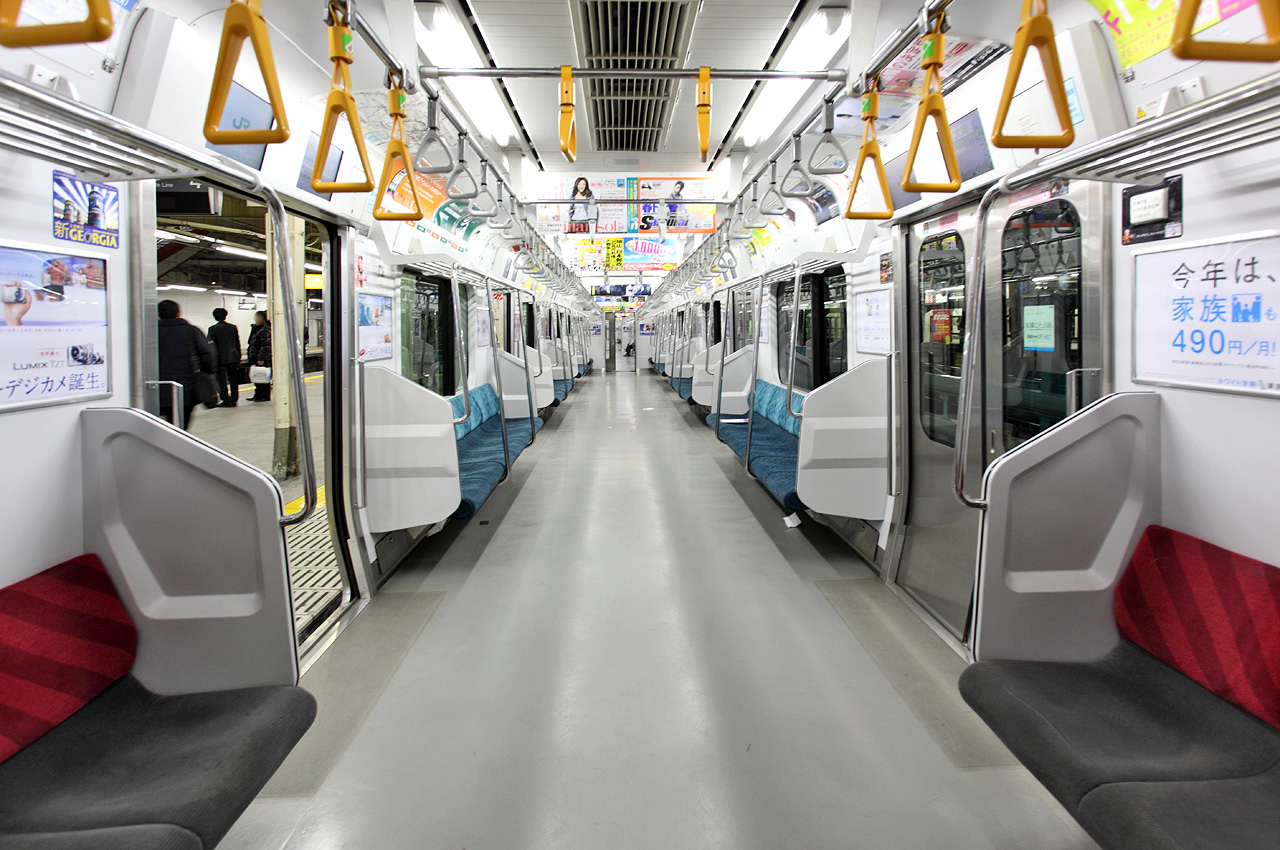
Interno della SaHa E231-500
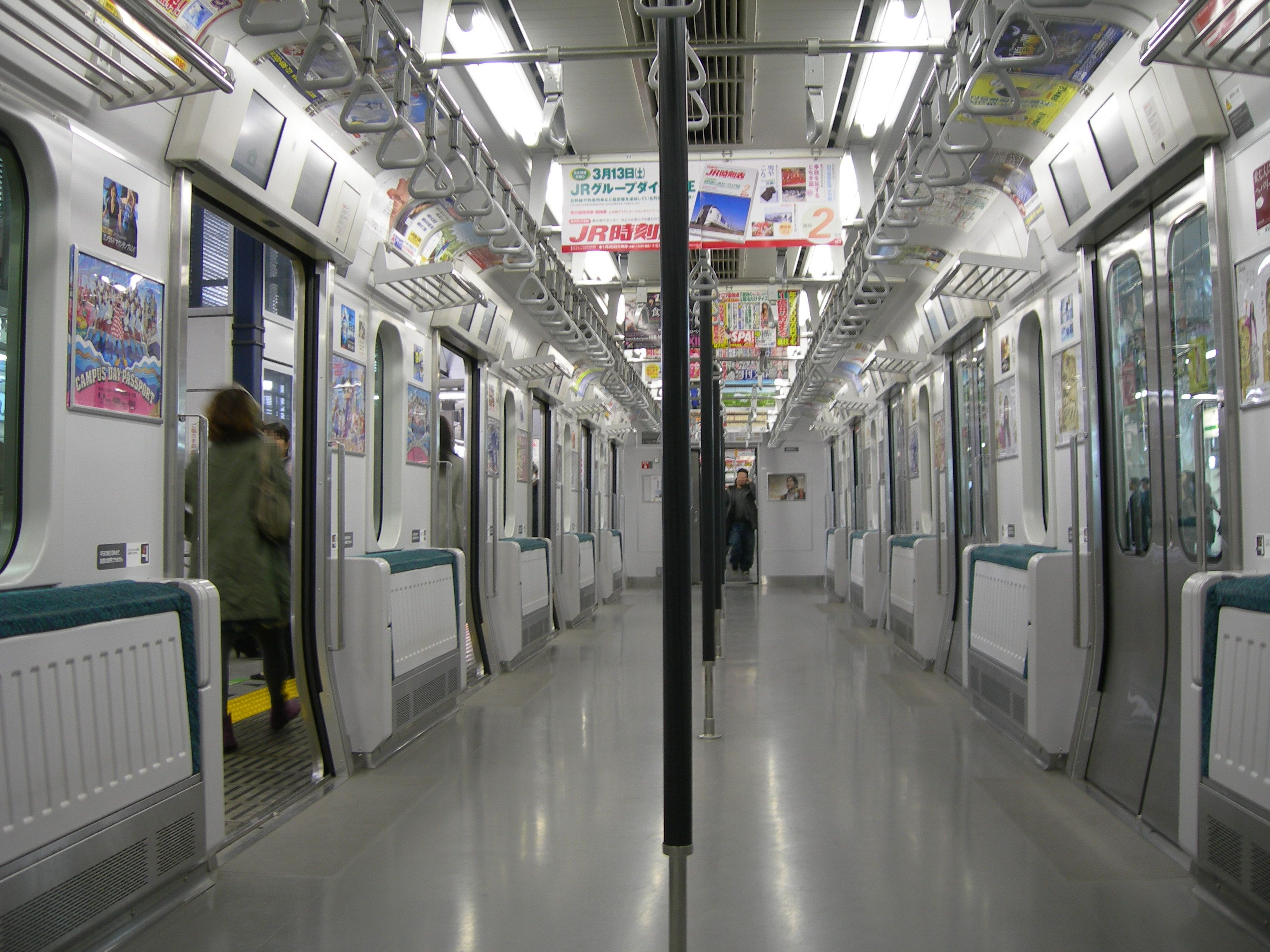
Vista degli interni della SaHa E230-500 con i sedili richiusi nell'ora di punta
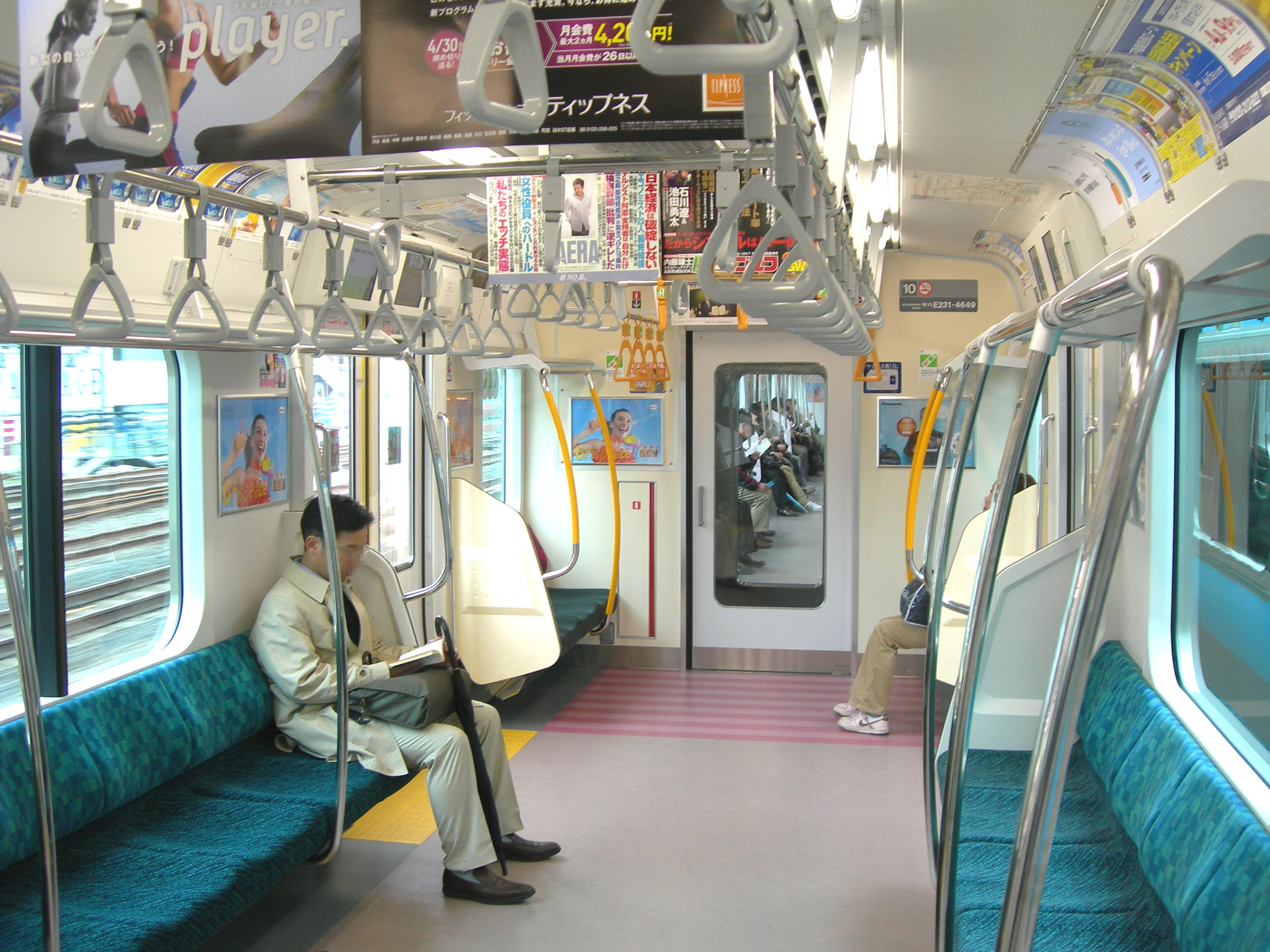
Interno della SaHa E231-4600, mostrante la derivazione dalla serie E233, aprile 2010
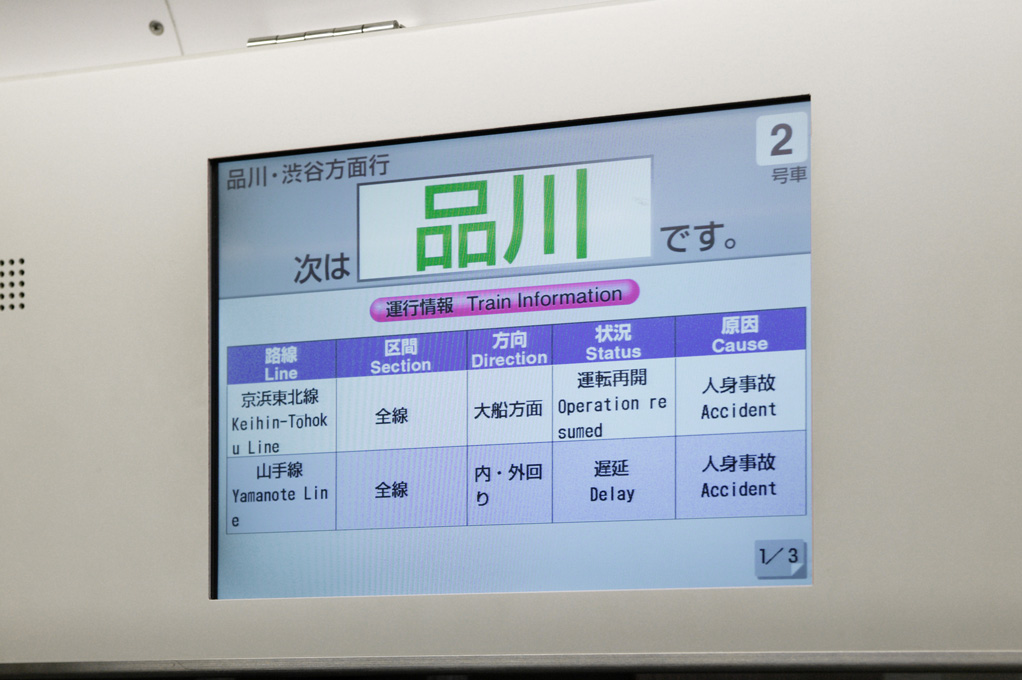
Display informativo

#### Livree promozionali
Dal 7 settembre al 4 dicembre 2009 il set 502 della serie E231-500 è stato pellicolato con una livrea marrone per celebrare il 100º anniversario dell'azienda di dolci Meiji Seika.

### Serie E231-800
Per la linea Chūō-Sōbu e la linea Tōzai vengono usati sette treni a 10 carrozze (set dal K1 al K7) basati al deposito di Mitaka. Questi treni sono entrati in servizio fra il gennaio e il maggio 2003.

### Serie E231-1000

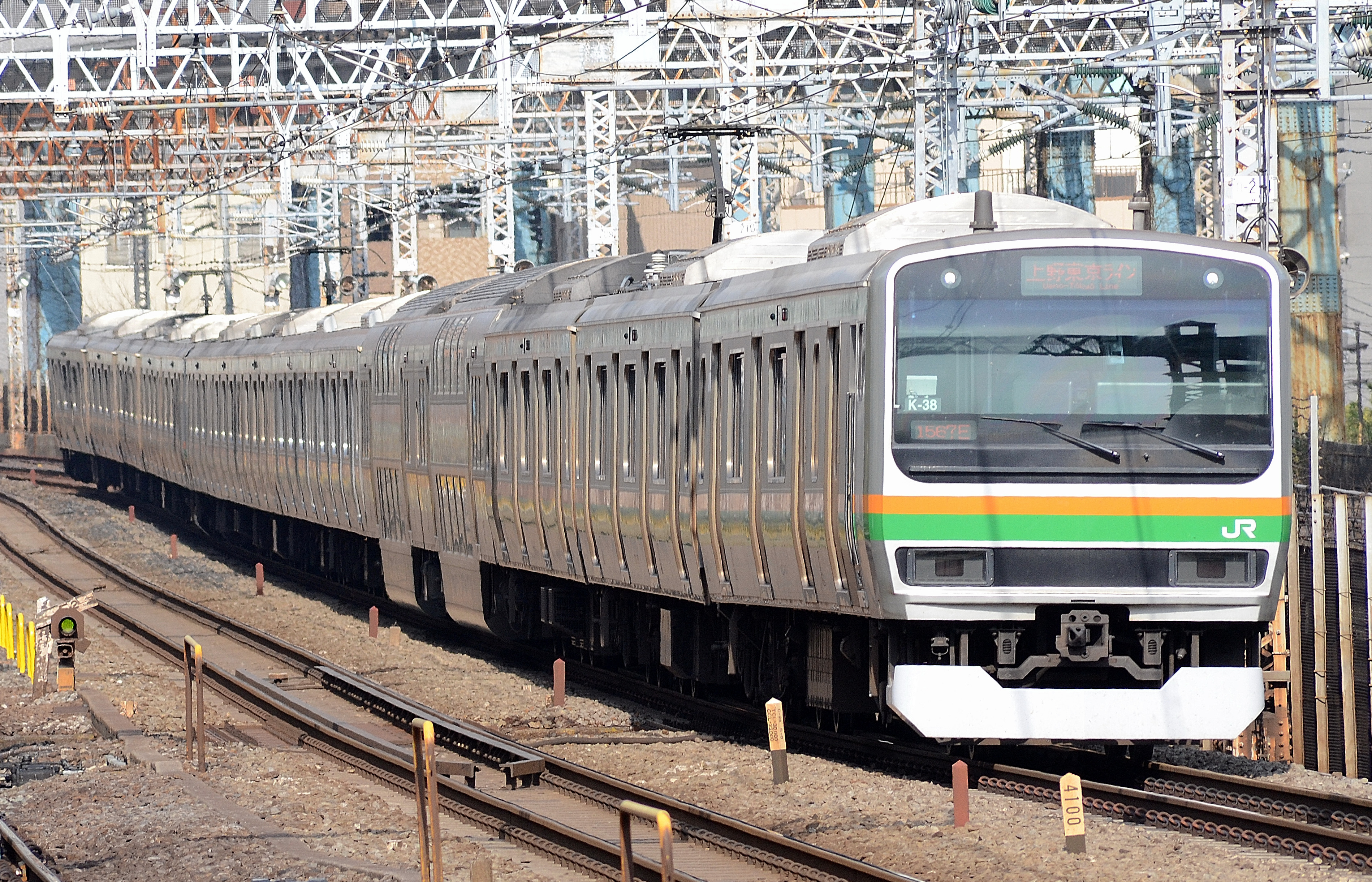
Treno E231-1000 sulla linea Tokaido, dicembre 2015

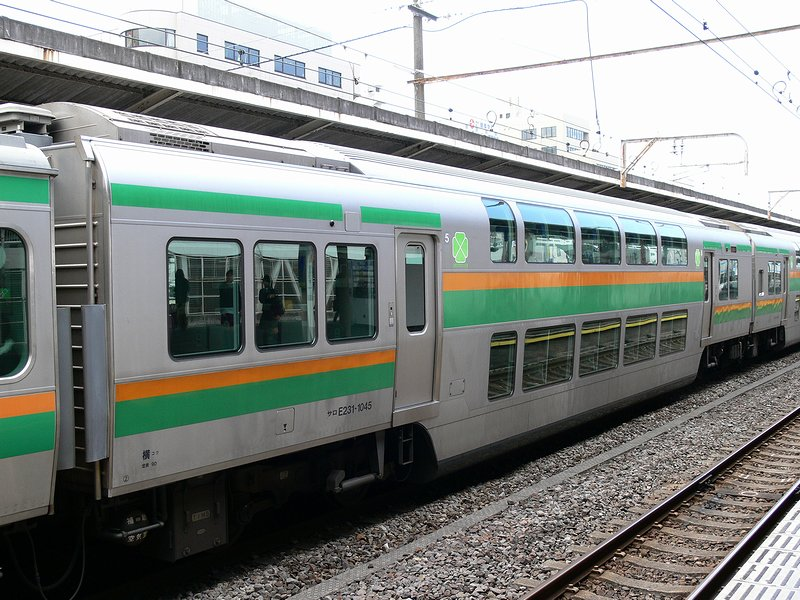
Carrozza di prima classe a due piani SaRo E231-1000 sulla linea principale Tōkaidō, aprile 2007

Si tratta di treni suburbani a 10 o 5 carrozze appartenenti al deposito di Oyama e Kōzu in servizio sulle seguenti linee:

#### JR East
- Linea Itō (servizio diretto dalla Linea principale Tōkaidō)
- Linea Jōetsu, Linea Ryōmō (Takasaki - Maebashi)
- Linea Shōnan-Shinjuku
- Linea Takasaki (Ueno - Takasaki)
- Linea principale Tōkaidō (Tokyo - Atami o Numazu)
- Linea Utsunomiya
- Linea Yokosuka (Zushi - Ōfuna)

#### JR Central
- Linea Gotemba (Kōzu - Yamakita)
- Linea principale Tōkaidō (Atami - Numazu)

Questi treni sono designati per distanze più lunghe di quelle urbane, e quindi possiedono servizi igienici, sedili affacciati ( in alcune carrozze) e carrozze di prima classe a due piani (solo nella serie a 10 carrozze). Le linee Ito, Joetsu e Gotemba usano prevalentemente solo treni a 5 carrozze, mentre le linee Shōnan-Shinjuku, Takasaki, Tōkaidō, Utsunomiya e Yokosuka in genere da 10 o 15 carrozze.